# الواجهة (رواية)
الواجهة هي رواية كتبها نيل ستيفنسون و جيه. فريدريك جورج (وهو اسم مستعار لجورج جوزبري) عام 1994. نشرت في الأصل تحت الاسم المركب ستيفنسون بري. وقد نسبت النسخ اللاحقة من الرواية إلى ستيفنسون وجورج. والواجهة هي رواية مثيرة تدور أحداثها عام 1996 وهو آن ذاك المستقبل بالنسبة لتاريخ الرواية. وفي الرواية يقوم تحالف غامض عازم على السيطرة على الاقتصاد العالمي بمحاولات للتلاعب بمرشح لمنصب رئيس الولايات المتحدة الأمريكية، من خلال عملية زرع رقاقة بيولوجية حاسوبية في الدماغ.  
وصف الكاتب كوري دكتورو هذه الرواية عام 2007 بأنها من روائع الأدب لكنها لم تلق التقدير الذي تستحقه.

## القصة
يتعرض حاكم ولاية ايلينوي وليام كوزانو لسكتة دماغية. وفي هذه الاثناء، في حبكة فرعية منفصلة، تكتشف اليانور ريتشموند وهي أمريكية من أصل أفريقي، عاطلة عن العمل وتعيش في مقطورة «منزل متنقل»، أن زوجها قد انتحر في منزلهم السابق الذي استرجعوه.
و يقوم تحالف تجاري (سرّي) يسمى «الشبكة» بترتيب أمر أن تزرع رقاقة بيولوجية ل«كوانزو» وأن يترشح لرئاسة الولايات المتحدة الأمريكية. وتتكون الشبكة من عدد من الشركات الوهمية الكبيرة، والتي تماثل في الواقع كيانات تجارية حقيقية.
و بعد أن هاجمت ريتشموند شخصية محلية عنصرية مرشحة لعضوية مجلس الشيوخ في برنامج تلفزيوني حواري يعرض على شاشة التلفزيون المحلي، وجدت نفسها منذ ذلك الوقت تعمل في مكتب عضو مجلس الشيوخ الجمهوري في كولورادو. وبعد حادثة اتهمت فيها مواطنات كولورادو بانهن ملكات الرفاهية، وجدت نفسها في نظر الجمهور واحدة من المرشحين التاليين لمنصب الرئيس إلى جانب كوزانو.
ان قدرة الشبكة على استيعاب الرأي العام انحرفت في ليلة المناظرة لنائب الرئيس عن طريق تحول مصيري، وجعلت الشبكة تختار ريتشموند مرشحة لمنصب نائب الرئيس. ان عملهم الماكر في مجال العلاقات العامة يمكّن كوزانو من انقاذ حملته الرئاسية.
إنما يجري إطلاق الرصاص على الرئيس المنتخب كوزانو في حفل تنصيبه على يد مريض نفسي كان عاملا سابقا في مصنع كان على علم بأغلب خطط الشبكة. ويموت كوزانو تقريبا على الفور. وتصبح ريتشموند أول امرأة سوداء وأول رئيسة للولايات المتحدة الأمريكية.

## الشخصيات
- اليانور ريتشموند، عاطلة عن العمل، بطلة الرواية.
- ويليام كوزانو، حاكم ولاية إلينوي.
- ماري كاثرين كوزانو، ابنة ويليام كوزانو، طبيبة أعصاب.
- ساي اوجلي، مدير الحملة.
- د. رادهاكريشنان، جراح أعصاب.